# 愛知県道412号豊橋田原線
愛知県道412号豊橋田原線（あいちけんどう412ごう とよはしたはらせん）は、愛知県豊橋市から同県渥美郡田原町（現：田原市）に至る元一般県道である。現在は愛知県道2号豊橋渥美線と愛知県道28号田原赤羽根線の2つの主要地方道に分割して県道指定されている。

## 概要

### 路線データ
- 起点：愛知県豊橋市富本町
- 終点：愛知県渥美郡田原町（現：田原市）

## 沿革
- 1994年（平成6年）4月1日 - 愛知県道2号豊橋渥美線に統合。

## 地理

### 通過する自治体
- 愛知県
  - 豊橋市
  - 渥美郡田原町（現：田原市）

### 接続する道路
- 国道259号（田原街道）（富本町交差点）
- 愛知県道386号平井牟呂大岩線（福岡小学校南交差点）
- 愛知県道31号東三河環状線（東大山交差点）
- 愛知県道388号大山豊橋停車場線（大山交差点）
- 旧愛知県道415号野田白谷神戸線（童浦小学校南交差点・大坪交差点間） 重複区間
- 愛知県道399号蔵王山線（蔵王山口交差点）
- 国道259号（田原街道の旧道：大坪交差点）

### 沿線・周辺
- 愛知大学
- 愛知県警察 豊橋警察署南部交番
- 豊橋市立福岡小学校
- 愛知県立豊橋聾学校
- 豊橋河川事務所
- 豊橋南郵便局
- 豊橋市立磯辺小学校
- 愛知県警察 豊橋警察署磯辺交番
- 豊橋船渡郵便局
- 愛知県警察 豊橋警察署大崎駐在所
- 豊橋市立大崎小学校
- 遮断緑地
- 三河港大橋
- 緑が浜公園
- 田原町立童浦小学校
- 吉胡貝塚
- ジャスコ（現イオン）田原店